# Фридрих I Саксен-Гота-Альтенбургский
Фридрих I Саксен-Гота-Альтенбургский (нем. Friedrich I. von Sachsen-Gotha-Altenburg; 15 июня 1646, Гота — 2 августа 1691, Фридрихсверт) — герцог Саксен-Гота-Альтенбургский из эрнестинской линии Веттинов. Фридрих продолжил основанную отцом линию Саксен-Гота, которая во избежание путаницы со старшей готской линией обычно именуется Саксен-Гота-Альтенбург.

## Биография
Фридрих I — сын герцога Саксен-Готы Эрнста Благочестивого и его супруги Елизаветы Софии Саксен-Альтенбургской. Когда в 1672 году его отцу, герцогу саксонскому, правившему в княжестве Гота с 1640 года, отошло по наследству княжество Саксен-Альтенбург, он назначил в нём править Фридриха. В 1674 году ослабевший здоровьем отец передал Фридриху власть во всех своих землях.
После смерти отца в 1675 году Фридрих стал его преемником по условиям отцовского завещания. Тем не менее, он был вынужден смириться с участием в управлении государством его младших шести братьев, поскольку отец не желал, чтобы земли подверглись разделу, но не решился ввести примогенитуру, поскольку это фактическое лишение собственности последующих сыновей противоречило его пониманию отношений в семье. Поэтому у семи братьев поначалу был общий двор в замке Фриденштайн, просуществовавший однако только до 1676 года. Потом начались переговоры о разделе отцовского наследства, который был осуществлён по соглашению от 24 февраля 1680 года. Фридрих сохранил за собой амты Гота, Теннеберг, Ваксенбург, Ихтерхаузен, Георгенталь, Шварцвальд, Райнхардсбрунн, Фолькенроде, Оберкранихфельд, Альтенбург, Лейхтенбург и Орламюнде. Сформированное из них государство называлось Саксен-Гота-Альтенбург. Оно состояло из трёх крупных независимых территорий вокруг Готы, Калы и Альтенбурга, а также шести малых эксклавов. Резиденцией Фридриху продолжал служить построенный отцом замок Фриденштайн.
Фридрих I стремился продолжить дело отца. Во избежание дальнейших разделов земель в 1685 году он ввёл примогенитуру, утверждённую императором в 1688 году. В 1677 году он приступил к строительству загородный дворца Фридрихсверт в 15 км от Готы.
В 1683 году Фридрих I основал сохранившийся до настоящего времени Готский придворный театр. Он также вёл дневники, которые являются важными свидетельствами той эпохи и подтверждающих интерес Фридриха к алхимии. Фридрих принимал участие в защите Вены, которую в 1683 году осадили турки, и в имперской войне против Франции. Создав постоянную армию, насчитывавшую на момент смерти Фридриха 10 тыс. человек, он разрушил финансовую систему своего государства.
Фридрих I умер в августе 1691 года в своей летней резиденции Фридрихсверт. Ему наследовал его старший сын Фридрих II.

## Потомки
В первый раз Фридрих I женился в 1669 году на Магдалене Сибилле Саксен-Вейсенфельской (1648—1681), дочери герцога Августа Саксен-Вейсенфельского. В этом браке родились шесть дочерей и два сына:
- Анна София (1670—1728), замужем за князем Людвигом Фридрихом I Шварцбург-Рудольштадтским
- Магдалена Сибилла (1671—1673)
- Доротея Мария (1674—1713), замужем за герцогом Эрнст Людвиг I Саксен-Мейнингенским
- Фридерика (1675—1709), замужем за князем Иоганном Августом Ангальт-Цербстским
- Фридрих II (1676—1732), герцог Саксен-Гота-Альтенбургский
- Иоганн Вильгельм (1677—1707)
- Елизавета (1679—1680)
- Иоганна (1680—1704), замужем за герцогом Адольфом Фридрихом II Мекленбург-Стрелицким

После смерти первой супруги в 1681 году Фридрих женился во второй раз на Кристине Баден-Дурлахской (1645—1705), дочери маркграфа Фридриха VI Баден-Дурлахского. Детей во втором браке не было.